# Nubank
Nubank ist der Außenauftritt der Nu Holdings Ltd., eines Unternehmens im Bereich Onlinebanking und Fintech. Der Verwaltungssitz des Unternehmens befindet sich in São Paulo, Brasilien, der rechtliche Sitz auf den Cayman Islands. Das Unternehmen hat auch ein Entwicklerbüro in Berlin und ein Büro in Mexiko-Stadt. Anfang 2021 nutzten ca. 34 Millionen Nutzer die Dienstleistungen von Nubank. Im dritten Quartal 2023 war die Anzahl der Kunden auf 94 Millionen gestiegen.

## Geschichte
Nubank wurde 2013 von dem Kolumbianer David Vélez, der Brasilianerin Cristina Junqueira und dem US-Amerikaner Edward Wible gegründet. Die Idee zur Gründung des Unternehmens kam Vélez, als er selbst Probleme hatte, ein Bankkonto bei einer traditionellen Bank zu eröffnen, hohe Kosten dabei hatte und von den dortigen Managern mit Misstrauen behandelt wurde. Die erste Transaktion mit einer Nubank-Karte wurde am 1. April 2014 durchgeführt. Risikokapitalgeber wie der Founders Found und Sequoia Capital zählten zu den frühen Investoren. Auch Goldman Sachs gehört zu den Investoren. Vier Jahre später wurde Nubank mit einer Bewertung von einer Milliarde US-Dollar zu einem Einhorn.
Im Jahr 2014 brachte die Nubank ihr erstes Finanzprodukt auf den Markt, eine internationale Mastercard-Kreditkarte, die keine Jahresgebühren erhebt und vollständig über eine mobile App verwaltet werden kann. 2017 führte es auch sein digitales Konto NuConta ein. Ende 2018 begann es, Zahlungen per Lastschrift anzubieten, und Anfang 2019 begann das Fintech damit, Privatkredite mit einigen seiner digitalen Kontonutzer zu testen.
2019 expandierte Nubank nach Mexiko und 2020 nach Kolumbien. Am 8. Dezember 2021 erfolgte der Börsengang der Nu Holdings an der New York Stock Exchange, bei dem 2,6 Milliarden US-Dollar eingenommen wurden.  Die Bewertung des Unternehmens betrug beim Börsendebüt 41,5 Milliarden US-Dollar. Vor und nach dem Börsengang investierte Berkshire Hathaway insgesamt 1 Milliarde Dollar in Nubank-Aktien.

## Produkte
Zu den Produkten des Unternehmens gehören NuConta (ein digitales Konto), eine internationale Kreditkarte, beide ohne Gebühren, und Privatkredite. Das Unterscheidungsmerkmal des Unternehmens ist es, eine Kreditkarte anzubieten, die komplett über eine mobile App gesteuert wird. Die App ermöglicht es ihren Nutzern, Transaktionen in Echtzeit zu verfolgen, die jeweilige Kreditkarte zu sperren, eine Limit-Erhöhung zu beantragen und den Kundensupport zu kontaktieren.